# Pretoria
För andra betydelser, se Pretoria (olika betydelser).
Pretoria är sedan 1910 Sydafrikas administrativa huvudstad, och idag säte för regeringen och presidenten. Den är belägen cirka 50 kilometer norr om Johannesburg i provinsen Gauteng. Centrala Pretoria hade cirka en halv miljon invånare vid folkräkningen 2001. Storstadskommunen, City of Tshwane Metropolitan Municipality, hade cirka 2,9 miljoner invånare 2011 och inkluderar bland annat de stora förorterna Centurion (i söder), Mamelodi (i öster) och Soshanguve (i norr).
Staden ligger på en tidigare trädlös slätt, 1 360 m ö.h., mellan Magalies- och Witwatersrandbergen, på ömse sidor om Limpopoflodens tillflöde Aapies. Staden är regelbundet anlagd med breda gator och av trädgårdar omgivna hus samt vidsträckta öppna platser.
Staden är säte för en anglikansk biskop och har en katedral, en presbyteriansk kyrka, en holländsk reformert kyrka, nationalmuseum, stadsbibliotek, universitet (grundat 1908 som College, universitet 1930) och veterinärbakteriologisk anstalt. Järnvägsförbindelse med Kapstaden finns sedan 1893, med Port Elizabeth och Maputo sedan 1895.
Pretoria anlades 1855 på mark, som inköpts från boerledaren Marthinius Pretorius (född 1819, död 1901) och uppkallades efter dennes fader, Andries Pretorius (född 1799, död 1853), en av ledarna för boernas "stora uttåg" (groote trek). Pretoria blev 1860 Transvaals huvudstad, men först 1864 säte för dess regering. I Pretoria undertecknades 31 maj 1902 den överenskommelse med boerledarna, som avslutade boerkriget.
Den 26 maj 2005 godkände ett regeringsorgan ett namnbyte till Tshwane. Något beslut därom finns dock ännu inte eftersom det först måste behandlas av regering och parlament. Namnet Tshwane användes för storstadskommunen redan 2001. Det nya namnet på staden är taget från en gammal lokal hövding och betyder "vi är enade".

## Klimat
|                                            | Jan | Feb | Mar | Apr | Maj | Jun | Jul | Aug | Sep | Okt | Nov | Dec |
| ------------------------------------------ | --- | --- | --- | --- | --- | --- | --- | --- | --- | --- | --- | --- |
| Normaldygnets maximitemperaturs medelvärde | 27  | 27  | 26  | 23  | 21  | 19  | 18  | 21  | 24  | 25  | 26  | 27  |
| Normaldygnets minimitemperaturs medelvärde | 19  | 18  | 17  | 14  | 10  | 6   | 6   | 9   | 13  | 15  | 16  | 18  |
|                                            |     |     |     |     |     |     |     |     |     |     |     |     |
| Nederbörd                                  | 128 | 97  | 91  | 46  | 21  | 8   | 7   | 7   | 21  | 71  | 111 | 113 |

| Diagram | temperaturer i °C • månadsnederbörd i mm | temperaturer i °C • månadsnederbörd i mm | temperaturer i °C • månadsnederbörd i mm | temperaturer i °C • månadsnederbörd i mm | temperaturer i °C • månadsnederbörd i mm | temperaturer i °C • månadsnederbörd i mm | temperaturer i °C • månadsnederbörd i mm | temperaturer i °C • månadsnederbörd i mm | temperaturer i °C • månadsnederbörd i mm | temperaturer i °C • månadsnederbörd i mm | temperaturer i °C • månadsnederbörd i mm | temperaturer i °C • månadsnederbörd i mm |
|         | 128 27 19                                | 97 27 18                                 | 91 26 17                                 | 46 23 14                                 | 21 10                                    | 8 19 6                                   | 7 18 6                                   | 7 21 9                                   | 21 24 13                                 | 71 25 15                                 | 111 26 16                                | 113 27 18                                |